# La Aguadita (Venezuela)
Pour les articles homonymes, voir La Aguadita.
La Aguadita est la capitale de la paroisse civile de La Aguadita de la municipalité de Lima Blanco dans l'État de Cojedes au Venezuela.